# ティグラ (マーベル・コミック)
ティグラ（Tigra）は、マーベル・コミックに登場するスーパーヒーロー。本名はグリア・グラント・ネルソン。キャラクターは、作家兼編集者のロイ・トーマスとアーティストのウォリー・ウッドによって創作され（その後、アートのレイアウトを手伝うためにマリー・セヴェリンが参加）、最初の冒険ストーリーはリンダ・ファイトが書いた。ティグラは、最初は超能力を持ち、ガジェットを駆使する犯罪者退治のキャットとして『ザ・クロウズ・オブ・ザ・キャット』第1号（1972年11月）で初登場。ティグラとしては、『ジャイアントサイズ・クリーチャーズ』第1号（1974年7月、原作：トニー・イザベラとアーティストのドン・パーリン）で初めて登場している。

## コミックの歴史
ザ・キャットは、『ナイトナース』や『シャナ・ザ・シーデビル』と並んで、女性読者をターゲットにしたマーベル・コミックのトリオ作品の1つとして登場。2007年にマーベルの作家兼編集者ロイ・トーマスはこう回想している。

「スタン・リー編集長が3つの作品すべてのアイデアと名前を考えた。彼は特に女の子たちにアピールする本を作りたいと考えてた。僕らは常にフランチャイズを大きく広げる方法を探していた。僕のアイデアでは、女性にこれらの作品を書いてもらうことだった。もちろん、女性に絵を描いてもらえるなら、とても嬉しいことだ。スタンは[アーティスト]マリー[セヴェリン]を『ザ・キャット』のために指名したんだ。[作家]リンダ・ファイトは社内で働いていて、いくつかの『X-Men』のバックアップストーリーを書いた経験があったよ。」
マリー・セヴェリンはキャラクターのデザインについて「チームらはティグラを猫のように見せたいと言っていた。サッシュは僕が提案したんだ。それは尾がない分のアクセントの要素だった。彼女の足にはビルを登るための何かがついていたんだ。それはコミックのナンセンスな世界では理にかなっていたけどね
。」とコメントした。
このシリーズは全4号で、それぞれ異なるアートチームで制作された。セヴェリンは初号で、1950年代のECコミックスで称賛されたアーティスト、ウォリー・ウッドと共にインクを担当。第2号ではセヴェリンとインカーのジム・ムーニーがペアを組み、第3号では新人のパティ・グリアが1940年代のゴールデンエイジのレジェンド、ビル・エヴァレットと共に共同ペンシラーとして登場した。最終号ではジム・スターリンとアラン・ワイスが共同ペンシラーを務め、フランク・マクラフリンがインクを担当した。なお、第5号はラモナ・フラドンによって描かれたが、前号の売上低迷のためにシリーズはキャンセルされた。セヴェリンはキャラクターのセクシーな外見について、ウォリー・ウッドの影響を指摘している。「『私が描いた女性をウォリーがサランラップで包んだみたいにインクを乗せた』と言ったことを覚えている。彼のストーリーテリングにはいつも素敵なインクワークがあったが、私の描いたものはそこまで露出してなかったんだ。だけど、男の子たちは彼の作品が大好きだった。」
ザ・キャットは短命なシリーズの間、『マーベル・チームアップ』第8号（1973年4月）でスパイダーマンと共演した。その1年後、彼女は『ジャイアントサイズ・クリーチャーズ』第1号（1974年7月、「ジャイアントサイズ」はページ数を指すもので巨大生物ではない）と『ウェアウルフ・バイ・ナイト』第20号（1974年8月）の2部構成で、超能力を持つ半動物のティグラとして刷新された。作家のトニー・イザベラは次のように述べている。「記憶が曖昧だが、『ジャイアントサイズ』の本は多くの準備期間なしで認められ、スケジュールに組み込まれたと思う。一日で企画を受け取り、次の日にアイデアを出し、その翌日にはロイ[トーマス]やギル・ケインと座ってティグラの外見を決めてた」イザベラはまた、ドン・パーリンやジョン・ロミータ・シニアもティグラのデザインに関与しており、名前はトーマスが考案したと述べている。
ティグラは、ホラーコミック誌『モンスターズ・アンリーシュド』第10号（1975年2月）で15ページのソロストーリーとしてデビュー。その後、『マーベル・チラーズ』第3～7号（1976年2月～10月）で短期間登場し、さらに『マーベル・プレミア』第42号（1978年6月）でもソロストーリーを持ちました。しかし、『ザ・クロウズ・オブ・ザ・キャット』同様、『マーベル・チラーズ』も売上低迷のためキャンセルされました。
その後、ティグラはマーベルのラインでゲスト出演を続け、『アベンジャーズ』やスピンオフの『ウェストコースト・アベンジャーズ』のキャストとして頻繁に登場した。2002年にはクリスティーナ・Z作、マイク・デオダート作画の4号ミニシリーズ『ティグラ』（5月～8月）で主演を務め、その後『シーハルク』『シビル・ウォー』、さまざまな『アベンジャーズ』のコミックにゲスト出演している。
ティグラは『アベンジャーズ・アカデミー』のサポートキャラクターとして、初号（2010年8月）から最終号（2013年1月、第39号）まで登場した。

## キャラクターの歴史

### ザ・キャット
グリア・グラントはイリノイ州シカゴ出身で、シカゴ大学の2年生の時に将来の夫となる警官ビル・ネルソンと出会った。彼女は大学を中退して彼と結婚。この結婚生活は強固なものだったが、唯一の欠点はビルの過保護な性格だった。不幸にも、ビルは非番中の銃撃事件で命を落とし、グリアは自分で仕事を見つける必要に迫られることも。何週間もの求職活動の末、彼女は元物理学教授のジョアン・トゥムロ博士に再会し、研究助手として働くことになった。
トゥムロ博士は女性に効果的な人体強化法の研究を行っていた。彼女は、資金提供者で接触恐怖症のマルコム・ドナルベインへの不信感、彼が選んだ被験者であるシャーリー・ブライアントへの嫌悪感、そしてグリア自身の熱意など、さまざまな理由から、彼女自身にも治療を受けさせることを決意した。
グリアはこの治療を経て、身体能力と精神能力が大幅に向上した。その中には、他人の痛みを感じるという独特な性質も含まれていた。一方、シャーリーも身体能力は強化されたものの、精神的な向上はほとんど見られず、これは彼女が準備段階のプロセスを遵守しなかったことが原因だとされた。
その後、トゥムロ博士はさらなる調査を行い、ドナルベインが洗脳装置と猫をテーマにしたガジェットを作り、シャーリーを無思考の超人エンフォーサーにするつもりだったことを突き止めた。しかし、シャーリーはグラップルクロー（鉤爪の道具）をテスト中に転落死してしまう。

### ティグラ
ティグラは、暗黒時代に魔術によって創り出されたヒューマノイド種族「キャットピープル」の歴史的な守護者/英雄である。キャットピープルの制御不能な人口増加と獰猛さに危機感を覚えた魔術師たちのコミュニティは、最終的にオリジナルのキャットピープル全体を悪魔的な異界の領域に追放した。
しかし、初代の2人のキャットピープルは非常に優れた科学者であり魔術師でもあったため、魔術によって追放を免れた。彼らは密かに人間社会の中で生活を続け、キャットピープルの生物学を改良し、人間社会への平和的な統合を可能にする努力を続けた。
しかし、彼らは絶えず迫害を受け、守護者の存在が必要となった。やがて、猫をキャットピープルのような存在に変える元々の呪文が無効化されていることを発見した彼らは、科学、魔術、そして集中した精神力を組み合わせたプロセスを開発した。このプロセスにより、人間の女性を「ティグラ」という虎のような姿を持つヒューマノイドで、どちらの種族よりもはるかに優れた能力を持つ存在へと変身させることが可能になった。
この名のない最初のティグラは、キャット・ピープルを非常に効果的に守り、新たなコミュニティが地球に確立されるのを許可した。この新しい人口は追放されたグループとは別に、秘密裏に人類の中で暮らし続け、ヒューマンの姿を見せる魔法のような呪文に頼っていた。
他のティグラが存在していたか、あるいは二人以上のティグラが存在したのかについては何も知られていない。グリアがティグラに変身した時点では、「ティグラ」とはキャット・ピープルの中でも遠い伝説としてのみ記憶されていた。強く示唆されているのは、常に一度に一人のティグラしか存在しないことである。
ドクター・タムロは現代のキャット・ピープルの一員であることが明らかに。ハイドラのメンバーが「最後の秘密」（ブラック・デス・ペスト、最初の二人のキャット・ピープルの創造物）を手に入れるためにタムロを追い詰めた時、グリアは再びキャットのコスチュームを着て彼らを追い払った。しかし、彼女はその際、アルファ線放射銃の一撃で致命的な傷を負ってしまう。
グリアは、バハ・カリフォルニアの洞窟で目を覚まし、タムロによって召喚されたキャット・ピープルに囲まれていた。放射線の影響で急速に死にかけていたグリアは、最後の希望として、古代の科学、魔法、精神的な力が組み合わさった儀式でティグラに変身させられることを提案された。彼女はすぐに同意し、次第に黒いビキニを身に着け、その儀式から立ち上がり、超人的な能力を持った人間と動物のハイブリッドとして目覚めた。彼女の体全体は縞模様の毛で覆われ、手足には鋭い爪、歯は長く尖り、目は猫の目になっていた。超人的な力と感覚に加え、猫のような衝動や本能も得ることとなった。その後、彼女はウェアウルフと出会う。
最初は元の人間の姿に戻ることができなかったティグラは、その後、魔法の猫型のペンダントを受け取り、それを使うことで自由に変身できるようになった。しかし、彼女は通常、猫の超能力を持った姿を好み、人間の姿はほとんど放棄した。
グリアはスーパーヒーローとしての活動を再開し、ティグラがもはやキャットとして犯罪と戦った時の姿だとは知られていないままだった。彼女はクレイヴン・ザ・ハンターと初めて戦い、その後はスパイダーマンと共にクレイヴンと戦った。さらにファンタスティック・フォーの友人となり、仲間として活躍した。
アベンジャーズがメンバー不足に陥った際、ムーンドラゴンはその精神的な力を使って12人の無所属ヒーロー（ランダムに選ばれたと思われる）をアベンジャーズ・マンションに招き、空席のポジションのオーディションを行った。キャプテン・アメリカはムーンドラゴンの方法に反対しつつも、ティグラにチームへの参加を提案した。
ティグラのアベンジャーズでの最初の任期は短かったものの、彼女は良い働きをしました。また、デスバードとの戦いでX-MENを支援した。彼女のアベンジャーズでの時間は、モレキュール・マンから世界を救ったことで強調された。彼は地球のエネルギーを飲み込もうと計画してたが、ティグラは唯一彼に近づくことができ、彼を説得して治療を受けさせるように導いた。それ以来、モレキュール・マンは脅威でなくなっている。
アベンジャーズはゴースト・ライダーと戦い、チームは彼の恐怖を引き起こすヘルファイアにさらされた。ティグラの能力はこの影響を非常に深く受け、他のメンバーよりも強く影響を受けた。彼女は自分がアベンジャーズという地球上のスーパー・ヒーロー・チームにふさわしいのかという自己疑念に悩み、最終的にチームを辞任したが、良好な関係のままで退団した。
彼女はモデル業を再開し、東海岸の雇用主が猫人モデルを受け入れなかったため、サンフランシスコに移住した。そこで彼女は私立探偵ジェシカ・ドリューと親友になり、いくつかの事件で助けましたが、東海岸と同じようにモデルの仕事には恵まれなかった。ビジョンから新たにアベンジャーズの西海岸チームの創設メンバーとしてのオファーを受け入れた。新しい西海岸アベンジャーズと共にグラヴィトンと戦い、ワンダーマンとも親しい友人となった。また、ヘンリー・ピムとの交際も始めている。
ウェストコースト・アベンジャーズに所属していた時、ティグラは地獄の火による自己疑念の残りを払拭したように見えた。しかし、彼女の人格には猫のような側面（獰猛さや愛情を求める欲求など）が支配的になり、これが次第に彼女の知性に苦悩をもたらした。彼女はその「猫」の側面を克服するため、アベンジャーズの仲間たちに助けを求めた。この猫のような面が原因で、彼女はワンダーマンやヘンリー・ピムの恋人になってしまった。また、彼女はウェアウルフと戦うこともあった。バルカターによってウェストコースト・アベンジャーズはキャット・ピープルの世界に転送された。最終的に、ティグラは追放されたキャット・ピープルの王と接触し、王は彼女の危機を解決するために、キャット・ピープルの長年の敵であるマスター・パンデモニウムを殺すよう求めた。最初はその条件を受け入れたが、決定的な瞬間に、ティグラはアベンジャーズの「殺しをしない」という方針に従い、マスター・パンデモニウムを殺すことを拒否した。キャット・ピープルは彼女から「ティグラの魂」を剥奪し、彼女は元の人間の状態に戻された。
ヘルキャットは、ティグラとウェストコースト・アベンジャーズに同行し、かつて彼女が「キャット」として着ていたスーツを貸し、戦いが始まった。戦局がキャット・ピープルに不利になり始めると、キャット・ピープルのリーダーは「ティグラの魂」を解放し、ティグラを混乱させようとした。この戦術は逆効果となった。キャット・スーツはキャット・ピープル（トゥモロ）によってティグラの人間の能力を強化するために設計されていたため、ティグラは「ティグラの魂」に支配されることなく、彼女の人間と猫の人格が統合された。
この時、ティグラへの変身は前回よりもはるかに完全なものとなり、彼女の力と能力は飛躍的に向上した。彼女の外見はさらに猫に似て、尾も生えた。また、以前のように人間の姿に戻ることはできなくなったが、彼女は人間のアイデンティティを失ったことを気にする様子は無かった。
変身が非常に完全で、ティグラの伝説がキャット・ピープルの間で非常に強く認識されていたため、キャット・ピープルはすぐに敵対をやめ、ティグラはキャット・ピープルの間で重要な敬意を集める存在となった。
この変身は、彼女の人間と猫の側面の対立を解決しました。ティグラは自分の能力を完全に活用でき、制御を失う恐れなく行動することができた。また、狩りや獲物を追いかけるなどの猫の本能を罪悪感や自己意識なしに楽しむことができた。この統合は、地球に帰還後すぐに具体的に確認された。ティグラはゴールデン・ゲート・ブリッジの最上部からスポーツダイブを行い、怪我や水を恐れる様子を見せなかった。また、彼女はヘンリー・ピムとの関係を終わらせ、猫のような必要に迫られることなく、1人の相手に縛られることもないと説明した。
ティグラは一度、グラビトンに捕らえられたが、アベンジャーズを解放した。この時期、アーサー王伝説の「湖の姫」に召喚され、ウェストコースト・アベンジャーズと共にイギリスに向かい、スーパーヒーローチーム「エクスカリバー」を助けた。彼女は他の仲間と共にリムボの世界に入り、ドクター・ドゥームの悪事を止めるために戦った。
ティグラは一時的にウェストコースト・アベンジャーズを離れ、アベンジャーズの「殺しをしない」という方針を巡って対立した。ティグラは、自分の本能に従い、時には獲物を殺すことが必要だと考えていた。その後、モッキングバードとムーンナイトと共に独立したグループを結成した。
その後、ティグラは再びアベンジャーズに戻ったが、「反転」という現象で、より動物的な猫の姿に変身し、知性を完全に失い、アベンジャーズにとって危険な存在となってしまった。これはおそらく、リアルワープを操るイモータスの策略によるもので、アベンジャーズがスカーレット・ウィッチのところにアクセスしやすくするためのものだった。ティグラは、ヘンリー・ピムによって猫サイズに小さくされ、彼のラボに監禁されたが、最終的に脱出し、郊外に住む野生動物として生活した。最終的には、アガサ・ハークネスの助けによって回復し、元の姿と安定を取り戻した。
その後、ティグラは再びウェストコースト・アベンジャーズに復帰。日本での諜報活動中、アイアンマンと共にアジアのスーパーヴィラン「パシフィック・オーバーローズ」と戦った。戦いの中でアイアンマンは無力化され、ティグラは腹部に深い刺し傷を受けたが、敵を撃退して脱出し、アベンジャーズのクインジェットで本部に戻ろうとした。しかし、血液の損失により意識を失い、オーストラリアのアーネムランドに墜落。アボリジニによって救助され、回復しながら、彼女は一時的にアーネムランドに住むことに決めた。
ウェストコースト・アベンジャーズが解散した後、ティグラは広範囲な冒険を再開。アベンジャーズの一員ではなくなったものの、アベンジャーズの延長線上で活動を続けた。
新しい変身装置を使って、ティグラは真の身元を仲間の警官たちから隠しながら、ニューヨーク市警察にしばらくの間勤務した。彼女は主に個人的な事件に焦点を当て、また、警察の自警団との戦いにも関わった。
その後、アベンジャーズを攻撃した神秘的な力によって、ティグラはアベンジャーズ・マンションに連れて行かれた。そこで、彼女と他のアベンジャーズはモーガン・ル・フェイによって異世界に閉じ込められ、ル・フェイが支配する世界で、彼女たちは「女王」のガードとして戦うことになり、ティグラは「グリマルキン」という名前で戦った。モーガン・ル・フェイを倒した後、ティグラはスター・フォックスと共に宇宙へと旅立ち、そこで様々な楽しみを学んだ。彼女はアベンジャーズ・インフィニティチームの一員として、宇宙を旅しながら幾つかの冒険を経験し、超宇宙的な種族が我々の宇宙の生命を滅ぼすのを防ぐために戦った。
ティグラは「マキシマム・セキュリティ」ストーリーライン中にアベンジャーズ・インフィニティチームと共に地球に戻り、地球が宇宙犯罪者の刑務所コロニーになるのを防ぐ手助けをした。特に重要な役割を果たしたのは、インフィニティチームが捕らえられた後の出来事で、ティグラは最も弱いメンバーであったにもかかわらず、クリーの役割を発見し、その後、チームをロボトミーにかけ、他の惑星を破壊したように見せかけようとしていたクリーの計画を明らかにするために、自分の小さな人間の形に戻って束縛から逃れることに成功し、仲間たちを救うことができた。

### シビル・ウォー
ティグラは『キャプテン・アメリカ：シビル・ウォー』の戦争においてアイアンマンの側で戦った。彼女は「超人登録法」を支持していたが、その一方でキャプテン・アメリカや他の法に反対するヒーローたちの行く末に深い懸念を抱いていた。それにもかかわらず、『シビル・ウォー・ファイル』では、ティグラは単に法律に従って登録しただけでなく、S.H.I.E.L.D.のエージェントとして積極的にその施行を支援していることが記載されている。
ティグラは一時的に態度を変えて、キャプテン・アメリカの「シークレット・アベンジャーズ」チームにスパイとして潜入。彼女はアイアンマンに情報を送り続け、戦争の終結間際まで誰にも気づかれなかったが、最終的にキャプテン・アメリカ側のスパイであるハルクリングによって発覚し、彼女の裏切りとなってしまった。キャプテン・アメリカはそのことを黙っておき、ティグラの存在を利用して、アイアンマンに対し、捕らえられたヒーローたちを救出するための計画に関する偽情報を流すことに成功した。

### インシアティブ
ティグラは、アメリカのコミック「マーベル・コミック」に登場するスーパーヒーローで、いくつかの異なる変身を経験している。彼女の能力は科学、魔法、そして精神エネルギーが組み合わさったもので、猫のような特徴を持つ姿に変身する。彼女の外見は、オレンジ色の毛皮に黒い縞模様、鋭い歯、垂直に裂けた瞳、爪の代わりに足と手に引っ込められる鋭い爪が特徴的。体力、素早さ、耐久力、敏捷性、反射神経などの超人的な能力を持ち、普通の人間よりもはるかに優れている。
彼女の聴覚も同様に強化されており、普通の人間よりも広い周波数帯域を聴くことができ、また人間には聞こえないほど微弱な音もはっきりと聞き取ることができる。強い高周波音に対しては、普通の人間よりも遥かに痛みを感じやすい。
彼女の足には厚い肉球があり、それと彼女の自然な優雅さが相まって、ほぼ完全な静寂の中で移動することができる。
ティグラの厚い毛皮は、体温をすばやく失うのを防ぐ。彼女は、毛皮の上に完全な服を着ると暖かい環境でオーバーヒートして気を失う可能性があるため、ビキニを着る理由の一つとしてそれを挙げている。加えて、彼女は自分の猫のような外見に全く不快感を感じておらず、注目を浴びることにも気にしない。
ティグラの猫と人間のハイブリッド構造を持つ脳は、テレパシー攻撃に対して若干の耐性を与えている。ティグラは完全に免疫を持っているわけではないが、攻撃者は彼女に効果的に攻撃するために自分の力を慎重に集中させる必要がある。
全ての猫と同様に、ティグラの骨格を構成する結合組織は非常に強靭である。少なくとも一度、この特性により、通常の人間ならば効果的に拘束できる機械的な拘束具から骨を動かして抜け出すことができたが、その際はかなりの痛みを伴った。この耐久性は、彼女の怪我への耐性をはじめ、他の多くの超能力にも貢献している。
ティグラは、猫の姿と人間の姿を自由に変えることができる神秘的な護符を持っている。彼女はこの能力を滅多に使用せず、状況が必要な時だけ人間の姿を取る。彼女は自分の猫の姿を自然な姿として受け入れている。
かつてティグラは「猫の魂」と「人間の魂」を持っているとされていた。これは曖昧に定義されていたものの、彼女の「二つの魂」は彼女の人間と猫の本能の対立を説明するための手段として描かれており、別々の人格やペルソナを意味していたわけではない。さらに、「キャットの魂」は過去の特定のキャット・パーソンの魂ではあらずだった。ティグラの「二つの魂」の定義がどうであれ、彼女の第二の完全な変身が伝説的な存在となった際、それらは完全に統合された。
グリアはキャットになった際、共感能力を受け取った。この能力はティグラとしても保持している。慎重な集中を必要とし、彼女は周囲の人々の感情を感じ取ることができる。ティグラは、この効果を高められた猫の感覚を通じて得ることを好んでいるようだ。
ティグラは熟練した手搏戦の達人であり、彼女の猫のような速さ、機敏さ、感覚、直感を活かしたユニークな戦闘スタイルを持っている。超人的な運動能力を誇るアスリートであり、体操の選手でもある。彼女は自分の世代のアベンジャーズとして、スティーブ・ロジャース（元キャプテン・アメリカ）との徹底的なスパーリングや訓練を行ってきた。
また、ティグラは優れたリーダーであり、パイロットとしても有能で、アベンジャーズの航空機や宇宙船を操縦する資格を持っている。
人間の姿で潜入捜査を行っていた際には、ニューヨーク警察アカデミーに通い、10年前に起こった夫ビル・ネルソンの殺人事件を調査した。犯人を正義に導いた後、グリア・グラント・ネルソンとしての訓練を修了した。現在、彼女は現役の警察官ではないが、民間および超能力者としての身分で法的な権限を持ち、警察コミュニティとの非公式なつながりを保持している。
ティグラは、主に未開発の神秘的な能力を持っている。彼女は、自身の神秘的な護符を使って猫の姿から人間の姿に変身したり、その逆を行ったりすることができる。また、彼女は魔法の力を使って、地球の平面に現れるべき「バルカター」を召喚することもできる。バルカターは、猫の民の地球の使者として知られている。
ドクター・ストレンジがソーサラー・スプリームの地位を退いた際、アガモットの目は、ソーサラー・スプリームの称号を引き継ぐにふさわしい、またはその能力を持つ可能性のある神秘的な存在たちのビジョンを作り出した。そのビジョンの中に、ティグラの姿も含まれていた。
ティグラの生理は人間よりも猫に近い。彼女は、ハンク・ピムを装ったスクラルによって妊娠した際、わずか2ヶ月で出産を迎え、故夫ウィリアムにちなんで名付けられた「ウィリアム」という一人のキャット・パーソンの息子を出産。ウィリアムにはスクラルのDNAは一切含まれておらず、ハンク・ピムの細胞レベルでの模倣によって、遺伝的にはハンク・ピムの子供となっている。ウィリアムは通常の人間の赤子よりも早く成長する。

## メディアミックス

### テレビ番組
アベンジャーズ:ユナイテッド・ゼイ・スタンド
声 - レノア・ザン
このシリーズでは、競技での優位性を得るために遺伝子治療を受けた形で人型の虎のような姿になり、超人的な能力を得た後、アベンジャーズのメンバーとなった。

### 映画
チップとデールの大作戦 レスキュー・レンジャーズ
声 - リズ・カッコウスキー、吹替 - 本間沙智子
この映画では過去の栄光を持つ女優となっている。